# Richie McCaw
Pour les articles homonymes, voir McCaw.

a Compétitions nationales et continentales officielles uniquement.

b Matchs officiels uniquement.
Dernière mise à jour le 31 octobre 2015.
Richard Hugh McCaw dit Richie McCaw, ONZ, né le 31 décembre 1980 à Oamaru (Nouvelle-Zélande), est un joueur de rugby à XV néo-zélandais membre puis capitaine de l'équipe nationale, les All Blacks de 2001 à 2015. Il évolue au poste de troisième ligne aile dans le Super 15 avec les Canterbury Crusaders. 
Arrivé sur la scène internationale après le début de la « mondialisation » de ce sport, opérée par la création en 1987 de la Coupe du monde et le passage au professionnalisme en 1995, il joue régulièrement au plus haut niveau en club et en sélection nationale. Avec les All Blacks, il détient un record : celui des capitanats (111). Il a détenu le nombre de sélections (148), avant d'être dépassé par Sam Whitelock. Il devient, le 15 août 2015, le joueur international le plus capé de l'histoire. Le 31 octobre 2020, il est dépassé par le Gallois Alun Wyn Jones (149 sélections).
En une décennie au plus haut niveau, Richie McCaw s'est construit un palmarès exceptionnel avec deux titres de champion du monde, une troisième place, sept titres dans le Tri-nations, cinq championnats des provinces de Nouvelle-Zélande, cinq Super Rugby (il joue durant quinze ans avec les Canterbury Crusaders). Il est, en 2011, le rugbyman néo-zélandais le mieux payé et il détient trois titres de meilleur joueur du monde (2006, 2009 et 2010), un record partagé avec son coéquipier Dan Carter. Le 31 octobre 2015 à Twickenham à l'issue de la victoire de la Nouvelle-Zélande en finale face à l'Australie, il devient le premier capitaine à avoir soulevé deux Coupes du monde.
Le 19 novembre 2015, Richie McCaw annonce qu'il prend sa retraite sportive. En décembre 2015, il devient membre de l'Ordre de Nouvelle-Zélande.

## Biographie

### Jeunesse
Richie McCaw naît le 31 décembre 1980 à Oamaru, ville de Nouvelle-Zélande située dans la province d'Otago sur l'est de l'île du Sud. Sa famille possède des origines écossaises par son arrière-arrière-grand-père, Alexander, qui immigre en 1893 en Nouvelle-Zélande en provenance des Scottish Borders et s'installe dans une ferme dans la vallée de Hakataramea. Son père Donald s'occupe de la ferme familiale transmise à travers les générations alors que sa mère, Margaret, est enseignante. Richie McCaw est élevé dans la ferme avec sa sœur Joanna. Il commence à piloter des planeurs à l'âge de 9 ans avec son grand-père Jim, aviateur lors de la Seconde Guerre mondiale. Il découvre le rugby à XV à l'âge de 6 ans au club local de Kurow avec lequel il joue jusqu'à l'âge de 13 ans. En 1994, il quitte la ferme familiale pour poursuivre sa scolarité à l'Otago Boys High School, un lycée de Dunedin ; il intègre l'équipe de rugby de l'établissement et c'est à cette époque qu'il prend conscience de sa passion pour ce sport. Lors de sa dernière année au lycée, il s'illustre contre une équipe de Rotorua en finale de la compétition inter-établissements secondaires.

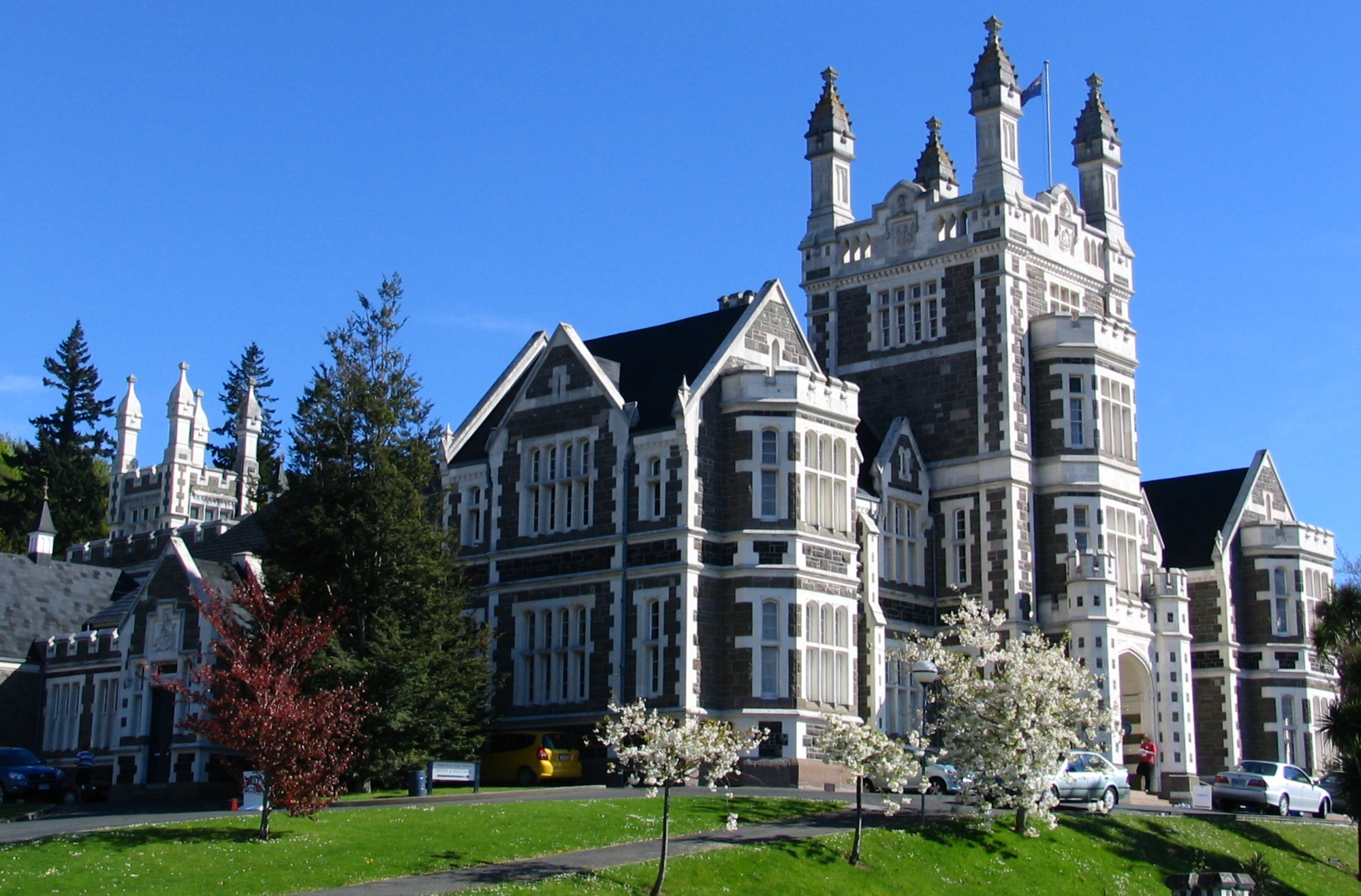
Vue extérieure de lOtago Boys High School de Dunedin, où McCaw effectue sa scolarité de 1994 à 1998.

Puis McCaw quitte Dunedin en 1998 pour suivre des études en sciences agricoles à la Lincoln University de Christchurch. Il connaît cette année-là ses premières sélections en équipe de Nouvelle-Zélande des moins de 19 ans, entraînée par Mark Shaw, avec qui il remporte la Coupe du monde disputée au pays de Galles. Parce qu'il fait ses études à Christchurch, Richie McCaw est engagé en 1999 par Canterbury plutôt que par la fédération régionale de sa province natale, la Otago Rugby Football Union. De toute manière, cette dernière a porté son choix sur Sam Harding, un autre jeune joueur prometteur.

### Débuts professionnels et premières capes
Il fait ses débuts avec l'équipe première de Canterbury en National Provincial Championship (NPC) contre North Harbour en 2000 et il connaît également ses premières sélections en équipe de Nouvelle-Zélande des moins de 21 ans cette même année. Le 31 mars 2001, il débute en Super 12 avec les Crusaders, jouant quelques minutes lors de la défaite infligée par les Hurricanes,. Lors de cette édition, il a un statut de remplaçant et n'entre sur le terrain que lors de deux matchs de la franchise néo-zélandaise, pour un total de huit minutes de jeu. En revanche, il joue la saison complète du NPC et inscrit trois essais lors de son troisième match contre la province d'Otago pour une victoire 62-19,. Il participe à la finale de la compétition que Canterbury remporte face à Otago sur le score de 30 à 19, remportant là le premier titre de sa carrière. Au cours de la saison, il a également l'honneur d'être le capitaine des New-Zealand Colts,,.

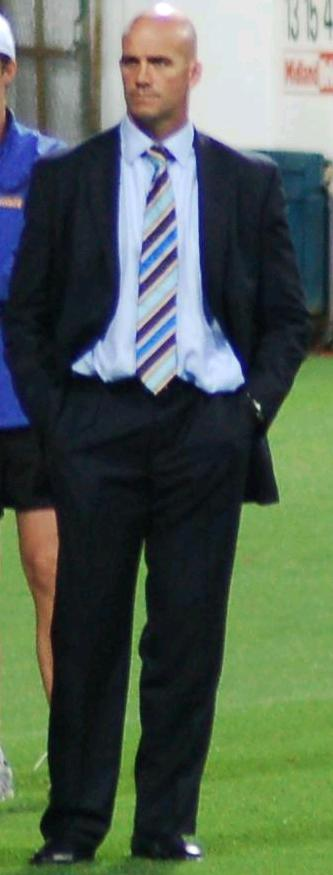
John Mitchell sélectionne Richie McCaw avec les All Blacks alors qu'il est âgé de 20 ans.

Alors que McCaw, âgé de 20 ans, n'a disputé que dix-sept rencontres de NPC avec Canterbury et huit minutes en deux rencontres de Super 12 avec les Crusaders, John Mitchell, le sélectionneur des All Blacks, le retient pour la tournée automnale programmée fin 2001 en Irlande, en Écosse et en Argentine. Josh Kronfeld, un troisième ligne aile ayant joué avec les All Black dans les années 1990, critique cette sélection : « vous pourriez aussi bien donner le maillot des All Blacks à n'importe qui. Le fait de retenir des garçons qui n'ont pas joué une seule saison complète de NPC est simplement incroyable »,. McCaw ne se formalise pas des commentaires de Kronfeld. Il dispute avec les All Blacks les trois matchs internationaux contre l'Irlande, l'Écosse et l'Argentine, et, pour sa première cape, il impressionne tant les spectateurs qu'il est élu « homme du match ». Sean Fitzpatrick suit les matchs de Richie McCaw avec les New-Zealand Colts et croit en son talent. Le jeune troisième ligne est d'ailleurs récompensé de sa bonne saison par l'obtention des deux titres de meilleur joueur de la première division et du meilleur joueur de moins de 21 ans du NPC.

### Premiers Tri-nations et première Coupe du monde (2002-2003)
À l'approche de la Coupe du monde 2003, Richie McCaw devient un titulaire indiscutable que ce soit avec Canterbury, les Crusaders et les All Blacks. Lors de la saison 2002 de Super 12, il dispute onze des treize rencontres de la franchise néo-zélandaise dont les deux matchs des playoff. Il marque un essai lors de la victoire 34-23 contre les Highlanders en demi-finale et prend part à la victoire contre les Brumbies en finale le 18 mai, remportant son premier titre dans la compétition. À partir du mois de juin, il retrouve les All Blacks d'abord contre l'Irlande en tournée dans l'hémisphère Sud pour deux victoires 15–6 et 40–8, puis pour le Tri-nations contre les deux grandes autres formations de l'hémisphère sud, les Springboks et les Wallabies. Sur les six test matchs disputés en 2002 par McCaw, cinq sont gagnés par les All Blacks pour une défaite concédée contre les Australiens. La défaite sur le score de 14-16 intervient dans le troisième match du Tri-nations et permet aux Australiens de conserver la Bledisloe Cup. McCaw y inscrit son premier essai dans la compétition et son premier en sélection nationale. Lors de la rencontre suivante contre les Sud-Africains à Durban, un incident survient : un individu pénètre sur la pelouse et blesse l'arbitre David McHugh à l'épaule. McCaw et AJ Venter protègent l'arbitre qui estime avoir été préservé d'une blessure plus sérieuse grâce à leur intervention. Puis le troisième ligne est mis au repos tout comme vingt autres joueurs ayant disputé le Tri-nations ; ils ne participent pas à la tournée en Europe à la fin de l'année. Il réintègre alors son équipe provinciale de Canterbury pour disputer le NPC. Celle-ci atteint la demi-finale qu'elle perd contre les futurs champions d'Auckland.
En 2003, le début d'année est marqué par le retour du Super 12. Les Crusaders atteignent de nouveau la finale mais s'inclinent contre les Blues. Après cette nouvelle campagne avec les Crusaders, McCaw est de nouveau le premier choix comme troisième ligne aile côté ouvert avec les All Blacks. Au mois de juin, il participe à la défaite 13–15 concédée contre l'Angleterre à domicile, soit la première victoire du XV de la rose en Nouvelle-Zélande depuis trente ans. Il est remplaçant mais n'entre pas en jeu pour le match suivant remporté 55–3 contre le pays de Galles. Puis il dispute le match suivant gagné 31–23 contre la France. Les All Blacks remportent ensuite le Tri-nations 2003 et gagnent la Bledisloe Cup pour la première fois depuis 1997,. McCaw et ses coéquipiers All Blacks sont préservés par la fédération nationale en vue de la Coupe du monde et ils ne disputent pas le championnat national des provinces. L'équipe néo-zélandaise se retrouve deuxième derrière l'Angleterre au classement mondial de l'IRB publié pour la première fois le 13 octobre 2003 au début de la Coupe du monde.
McCaw, retenu au poste de troisième ligne aile côté ouvert pour le mondial, joue toutes les rencontres du tournoi. La Nouvelle-Zélande remporte tous ses matchs de poule puis gagne son quart de finale contre l'Afrique du Sud sur le score de 29 à 9. En demi-finale, les Néo-Zélandais jouent contre l'Australie, championne du monde en titre. Les Wallabies sont critiqués par les médias après des rencontres peu convaincantes jusque-là mais les Australiens font taire les critiques en battant les All Blacks 22-10, les éliminant du tournoi. À la fin de l'année, Richie McCaw est désigné « joueur néo-zélandais de l’année » après avoir réalisé une très bonne performance lors de la Coupe du monde. Il est également retenu dans l'équipe-type du mondial de la BBC.

### Nouveaux succès dans le Tri-nations (2004-2007)
La franchise des Crusaders termine deuxième de la saison 2004 de Super 14, s'inclinant en finale face aux Brumbies. Après la Coupe du monde, John Mitchell perd le poste de sélectionneur des All Blacks, remplacé par Graham Henry. McCaw est retenu en premier choix comme troisième ligne aile et il devient vice-capitaine. Mais lors du premier test match à Dunedin contre l'Angleterre, il est évacué du terrain, victime d'un traumatisme crânien. Il déclare forfait pour le deuxième test match. Il joue 70 minutes contre l'Argentine avant de quitter la pelouse en raison de vertiges. Souffrant toujours de maux de tête un mois plus tard, il manque le reste de la saison internationale et notamment le Tri-nations 2004 pour se soigner. McCaw est de retour en tant que capitaine avec Canterbury pour la phase finale du National Provincial Championship en 2004. Toutefois, en novembre 2004, il joue avec l'équipe nationale en tournée en Italie, au pays de Galles et en France. Pour la première fois, il est nommé capitaine contre le pays de Galles à l'âge de 23 ans, Tana Umaga étant laissé au repos.
En avril 2005, alors qu'il est le capitaine des Crusaders, McCaw souffre une nouvelle fois d'une commotion cérébrale. Il est étendu sur la civière deux minutes en dehors du terrain après avoir tenté un plaquage sur le pilier des Bulls Richard Bands. Après l'incident, Richie McCaw rend visite dans un hôpital à un jeune garçon qui s'est fracturé le cou en jouant au rugby à XV et il se pose la question de continuer ce sport. Un autre paraplégique dans la salle lui fait remarquer qu'il s'est rompu le cou dans une piscine en vacances aux îles Fidji. Il convainc McCaw que cela peut survenir partout, et qu'il vaut mieux « faire ce qu'on aime ». Un mois après, en mai 2005, McCaw est de retour à l'entraînement avec les Crusaders et il les guide vers la victoire en demi-finale et en finale.

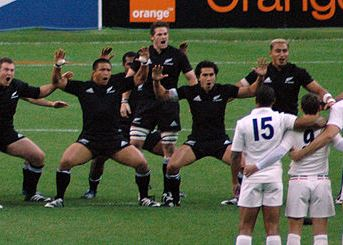
Le nouveau capitaine McCaw mène le haka face à la France en 2006.

McCaw est de retour dans le concert international du rugby à XV en 2005, jouant le match remporté 91–0 contre les Fidji avant la visite des Lions en tournée en Nouvelle-Zélande en 2005. Il dispute ensuite les deux premiers test matchs contre les Lions, dont une victoire 48–18 à Wellington, la plus lourde défaite des Lions. Les All Blacks s'imposent contre l'équipe en tournée 3–0 sur la série. McCaw dispute le Tri-nations 2005 (une seule défaite et une victoire finale). Puis l'équipe nationale néo-zélandaise part en tournée en Europe, elle bat le pays de Galles (41-3), l'Irlande (45-7), l'Angleterre (23-19) et l'Écosse (29-10) pour un grand chelem,. McCaw manque le match contre le XV de la rose après avoir subi son troisième coup grave à la tête contre les Irlandais. Malgré ses absences dues aux blessures, McCaw est nommé pour le titre de Meilleur joueur du monde IRB 2005, remporté finalement par son coéquipier international Dan Carter.
McCaw devient le capitaine des Crusaders en 2005 et il les conduit à un nouveau titre en Super 14 en 2006. En mai 2006, à l'âge de 25 ans et après avoir disputé 36 test matchs, McCaw devient le capitaine des All Blacks. Les deux premiers matchs sous son capitanat voient les Néo-Zélandais affronter les Irlandais en tournée en Nouvelle-Zélande, alors qu'une formation distincte emmenée par Jerry Collins est construite pour se déplacer en Argentine. À l'automne 2006, la France reçoit pour deux tests la Nouvelle Zélande, vainqueur du Tri-nations contre l’Angleterre, contre laquelle elle l'emporte sur le score de 23 à 21. Il s'agit alors de son premier match dans l’hémisphère nord. Les Français sont débordés par les Néo-Zélandais qui inscrivent sept essais, par Sitiveni Sivivatu (2), Richie McCaw, Daniel Carter, Conrad Smith, Joe Rokocoko et Luke McAlister. La France qui ne marque qu’un seul drop par Florian Fritz, subit de nouveau une défaite importante sur le score de 47 à 3. La semaine suivante, la France subit sa cinquième défaite consécutive face aux hommes en noir, au stade France, sur le score de 23 à 11. 

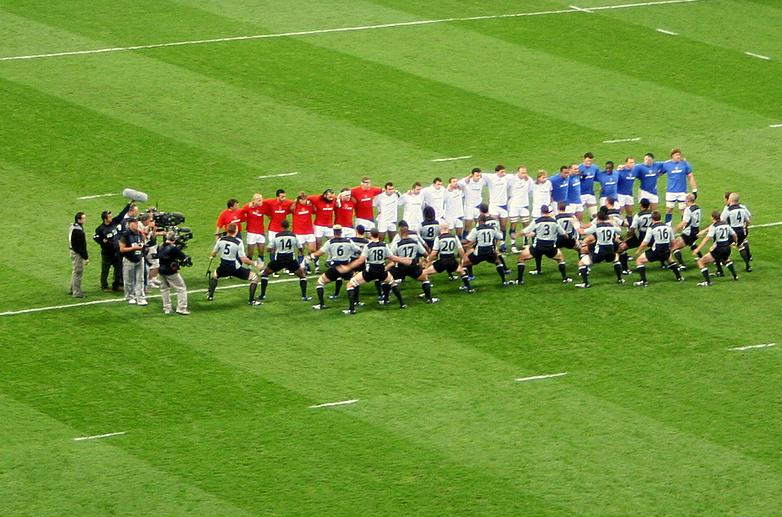
France - All Blacks en 2007.

Les performances de Richie McCaw sont consacrées individuellement avec un titre de meilleur joueur de rugby à XV en 2006. La Coupe du monde de rugby à XV 2007 se déroule du 7 septembre au 20 octobre 2007 en France avec quelques matchs au pays de Galles et en Écosse. Les All Blacks affrontent en phase de poule les formations de l'Italie, du Portugal, de l'Écosse et de la Roumanie. Les coéquipiers de Richie McCaw se qualifient en l'emportant largement sur les scores de 76–14, 108–13, 40–0 et 85–8. McCaw fait seulement trois apparitions (deux fois titulaire et une fois remplaçant), l'entraîneur ayant choisi de faire tourner l'effectif. Lors du premier match face à l'Italie, le capitaine Richie McCaw montre l'exemple en inscrivant les deux premiers essais de son équipe. Lors du deuxième match qu'il dispute, c'est aussi lui qui marque le premier essai.
En quart de finale, les All Blacks perdent 20 à 18 face à l'équipe de France au Millennium Stadium de Cardiff,. Avant la rencontre, l'équipe de France compte seulement 10 victoires, 35 défaites et 1 match nul contre les All Blacks, la dernière victoire française ayant été acquise le 18 novembre 2000 à Marseille sur le score de 42 à 33. Et la Nouvelle-Zélande présente un bilan de 39 victoires pour 5 défaites de la Coupe du monde de rugby à XV 2003 à l'édition 2007. C'est la première fois que les All Blacks ne disputent pas les demi-finales d'une Coupe du monde.

### Meilleur joueur du monde (2008-2011)

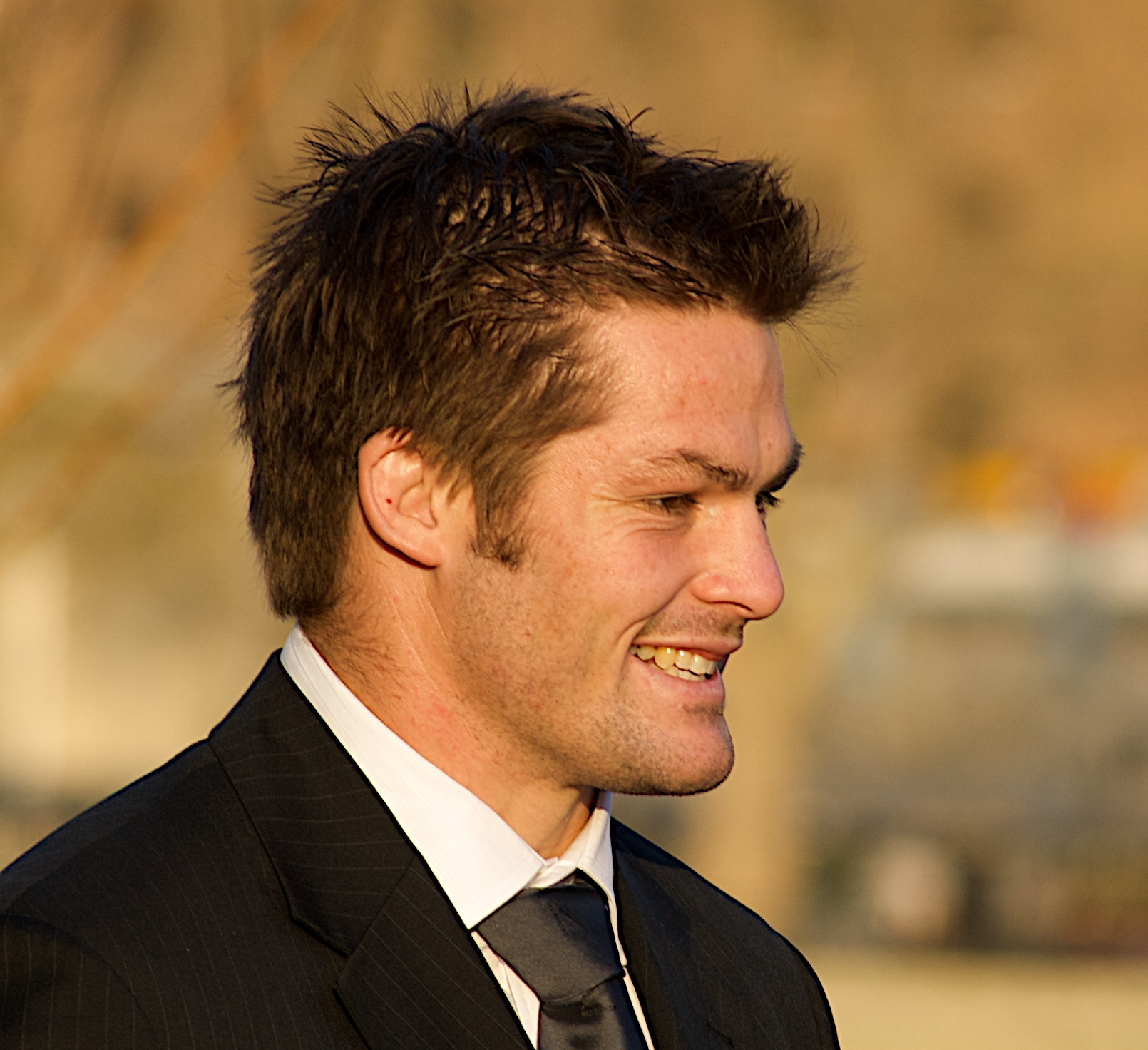
Richie McCaw en 2008.

Alors que de nombreuses spéculations laissent penser que Graham Henry perdrait le poste de sélectionneur des All Blacks au profit de l'entraîneur des Crusaders Robbie Deans, le premier reste en place avec un contrat de deux ans qui est prolongé plus tard pour atteindre la Coupe du monde de rugby à XV 2011. Il déclare immédiatement qu'il conserve Richie McCaw comme capitaine de l'équipe nationale. Robbie Deans s'engage alors avec l'Australian Rugby Union, pour devenir sélectionneur des Wallabies. Lors de la dernière saison de Deans en tant qu'entraîneur des Crusaders (2008), la franchise remporte le titre de Super Rugby pour la septième fois. L'Irlande et l'Angleterre rendent visite à la Nouvelle-Zélande en juin 2008. Les espoirs de l'Irlande de battre enfin les All Blacks sont déçus mais ils s'inclinent seulement 21-11. Les victoires sur les Anglais sont plus nettes avec des scores de 37-20 et 44-12. Lors de ce dernier match, le capitaine All Black sort sur blessure (ligament de la cheville) après 27 minutes de jeu, ce qui l'empêche de disputer le début du Tri-nations 2008.
Rodney So'oialo le remplace comme capitaine, l'équipe débute par deux défaites pour une victoire,. McCaw est de retour lors du quatrième match et les All Blacks remportent les trois derniers matchs pour conserver le titre du Tri-nations et la Bledisloe Cup. Le retour de McCaw a fait du bien et Henry remarque sa performance lors de la victoire 19–0 en terre sud-africaine. C'est la première fois que les Sud-Africains ne marquent aucun point à domicile depuis 105 ans. 
En 2008, la quatrième rencontre contre les Australiens comptant pour la Bledisloe Cup est délocalisée à Hong Kong dans le cadre du développement et de la promotion du rugby à XV et, lors d'un match particulièrement disputé, McCaw inscrit un essai et mène son équipe à une victoire 14-19. L'équipe nationale néo-zélandaise en tournée en Europe bat l'Écosse (32–6), l'Irlande (22–3), le pays de Galles (29–9) et l'Angleterre (32–6) pour un nouveau grand chelem. En 2008 McCaw gagne chaque test match qu'il dispute comme capitaine et un total de 26 des 28 rencontres qu'il dispute à tout niveau. Les All Blacks remportent 13 des 15 test matchs disputés, conservent le trophée de la Bledisloe Cup et le titre du Tri-nations, ajoutent un grand chelem et récupèrent la place de numéro un mondial détenue par les Springboks.

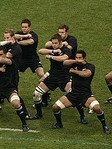
Richie McCaw en 2009.

Les Crusaders, entraînés par Todd Blackadder, ont un début de saison 2009 délicat, avec quatre défaites lors des cinq premiers matchs. Ils parviennent toutefois à terminer quatrièmes de la première phase et à se qualifier pour les demi-finales, s'inclinant en phase finale au stade du Loftus Versfeld contre les Bulls (en demi-finale). McCaw se blesse à un genou et manque le début de la saison internationale réintégrant l'équipe nationale lors du tournoi des Tri-nations. L'Afrique du Sud bat les All Blacks à chaque rencontre et remporte le titre devenant numéro un mondial, la Nouvelle-Zélande se console en battant à trois reprises l'Australie pour terminer deuxième. Après une série de quatre victoires finales successives, l'équipe à la fougère ne remporte pas la compétition ; c'est la cinquième fois depuis le début du Tri-nations en 1996. Un quatrième match contre les Australiens est disputé au Japon avec la Bledisloe Cup en jeu avant une tournée en Europe pour les All Blacks. Même si les Néo-Zélandais terminent cette tournée invaincus, le bilan de 2009 paraît passable avec trois défaites contre l'Afrique du Sud et une concédée contre la France (sans Richie McCaw), soit le plus mauvais bilan depuis l'apparition au plus haut niveau du troisième ligne aile. Malgré tout, McCaw est élu meilleur joueur IRB pour la deuxième fois.

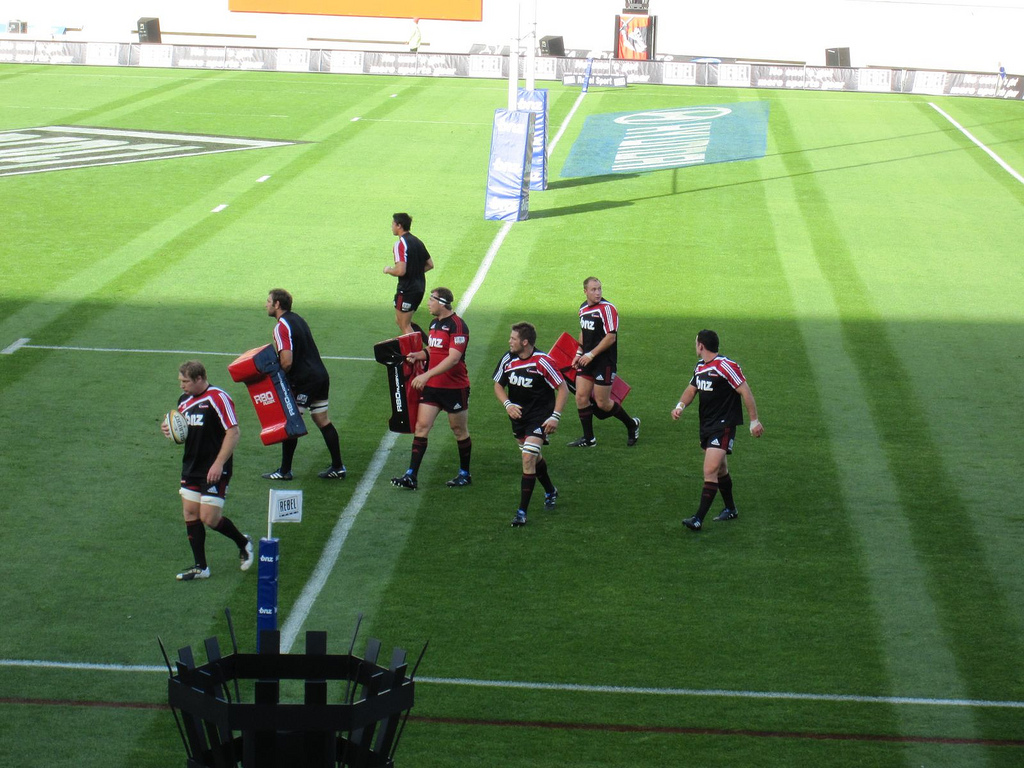
Richie McCaw en 2010 avec les Crusaders.

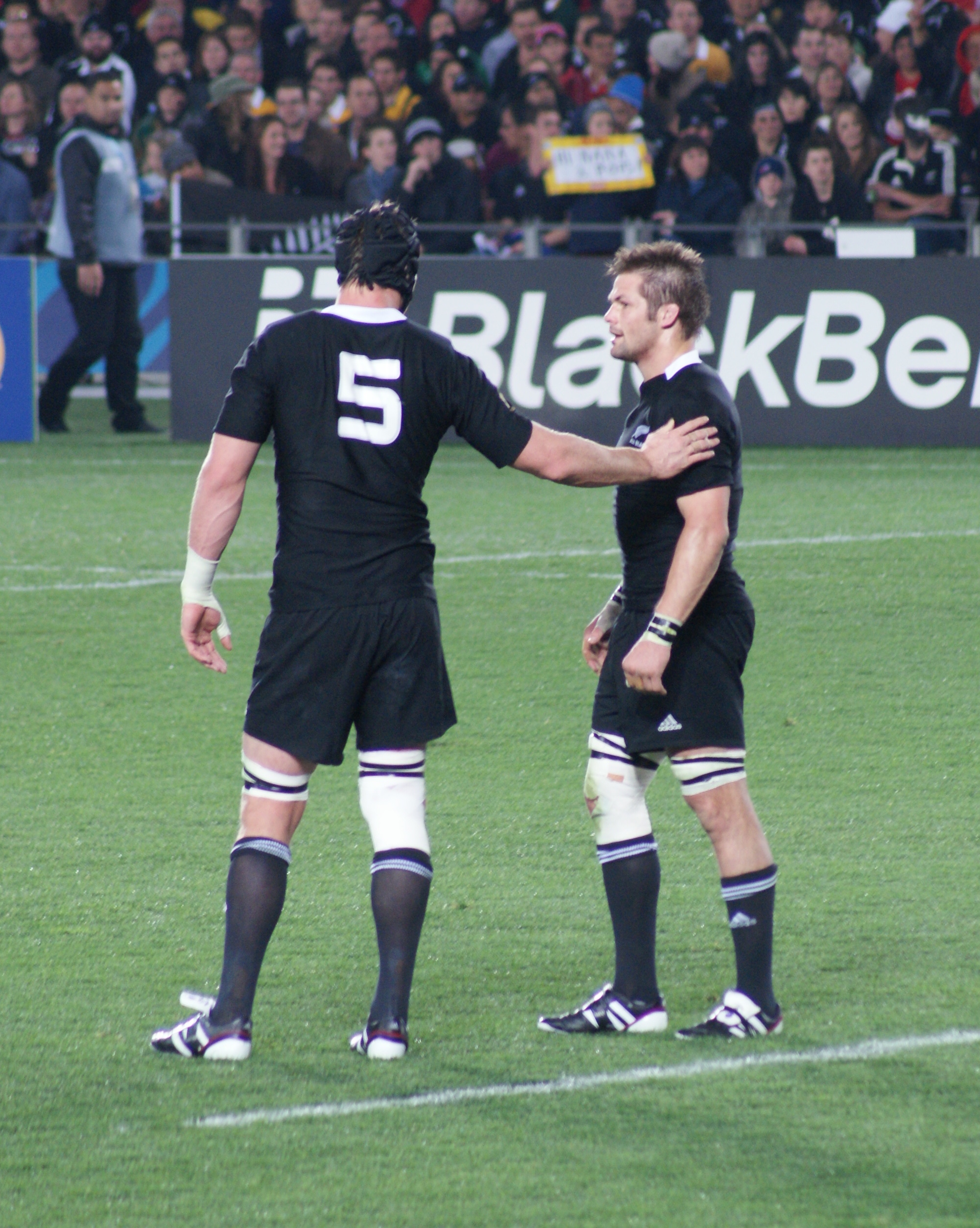
Richie McCaw lors du match d'ouverture de la Coupe du monde de rugby à XV 2011.

La saison 2010 commence de la même façon avec une quatrième place des Crusaders en première phase du Super 14, puis une défaite en demi-finale contre les Bulls, futurs vainqueurs. McCaw joue le centième match de Super Rugby de sa carrière en 2010 lors d'une défaite concédée au Cap contre les Stormers. Les Néo-Zélandais battent les équipes d'Irlande et du pays de Galles, les premiers concédant une défaite historique 66–28 au cours d'une rencontre où Jamie Heaslip est expulsé pour avoir adressé à McCaw un coup de genou à la tête. Les All Blacks enchaînent sur un Tri-nations remporté sans aucune défaite à leur passif. La dernière rencontre du tournoi contre l'Australie est le cinquante-deuxième match de McCaw au capitanat des All Blacks, soit un de plus que Sean Fitzpatrick, précédent capitaine le plus capé.  
La quatrième rencontre contre les Australiens comptant pour la Bledisloe Cup est une nouvelle fois délocalisée (une nouvelle fois à Hong Kong) et l'Australie met fin à une série de dix défaites contre les voisins All Blacks,. C'est toutefois la seule défaite de la saison des All Blacks de Richie McCaw, l'équipe nationale néo-zélandaise en tournée en Europe battant Angleterre, Écosse, Irlande et pays de Galles, pour un nouveau grand chelem. Lors de la rencontre contre les Irlandais, McCaw et son coéquipier Mils Muliaina disputent leur quatre-vingt-treizième test match et dépassent Sean Fitzpatrick pour devenir les All Blacks les plus capés,. À la fin de l'année McCaw est une nouvelle fois élu meilleur joueur IRB, il est également retenu comme la personnalité sportive néo-zélandaise de l'année .
Richie McCaw manque le début de la saison 2011 pour une blessure au pied et retrouve les Crusaders en première phase du Super 15 contre les Chiefs avec une victoire 34-16 et trente minutes de jeu. Il manque le match suivant, le pied meurtri et il revient pour jouer contre la Western Force. Il est « déçu de son match », ayant insisté sur la discipline dans son discours envers ses coéquipiers et étant lui-même sanctionné d'un carton jaune.
La Coupe du monde de rugby à XV 2011 se déroule du 9 septembre au 23 octobre 2011 en Nouvelle-Zélande. Les All Blacks affrontent en phase de poule les formations des Tonga, du Japon, de la France et du Canada. Les coéquipiers de Richie McCaw se qualifient en l'emportant largement sur les scores de 41-10, 83-7, 37-17. McCaw fait seulement deux apparitions, il atteint les cent capes lors du match contre les Français, c'est une première pour un All Black. Avec ses coéquipiers, il s'impose en quart de finale contre les Argentins puis en demi-finale contre les Australiens pour parvenir en finale. Richie McCaw souffre toujours du pied qui lui a fait manquer deux matchs du Tri-nations et deux autres de la Coupe du monde. Les All Blacks gagnent la finale 8 à 7 face à la France en finale, Richie McCaw soulève la Coupe Webb Ellis . Il participe à une parade devant des dizaines de milliers de Néo-Zélandais. Selon les informations de la fédération néo-zélandaise, Richie McCaw va devoir être opéré du pied droit en novembre, et manquera le début du Super 15.

## Palmarès
En l'espace de quatorze ans, Richie McCaw s'est construit un palmarès important, les titres de champion du monde sont le point d'orgue de sa carrière. Avec les All Blacks, il a remporté 131 victoires pour seulement 15 défaites et 2 nuls. 

### En province et en franchise
Richie McCaw remporte le championnat des provinces de Nouvelle-Zélande à cinq reprises en 2001, 2004, 2008, 2009 et 2010. 
En dix éditions du Super Rugby (anciennement le Super 12, le Super 14 puis le Super 15), il participe à treize reprises aux demi-finales de la compétition, remportant les éditions 2000, 2002, 2005, 2006 et 2008. Il est finaliste en 2003, 2004, 2011 et 2014.

### En équipe nationale
Richie McCaw a participé à quatre coupes du monde, avec deux titres de champion du monde en 2011 et 2015, une place de demi-finaliste en 2003 et de quart de finaliste en 2007. Il a également remporté dix tournois des Tri-nations avec les All Blacks en 2002, 2003, 2005, 2006, 2007, 2008, 2010, 2012, 2013, 2014 et en prime trois Grand chelem lors de tournées en Europe.

#### Coupe du monde

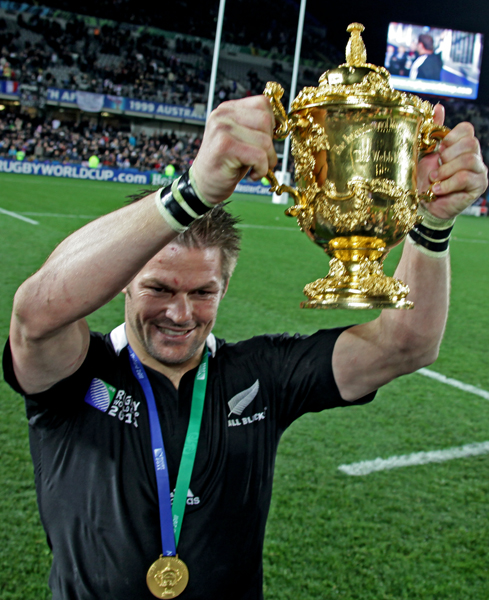
Richie McCaw soulève la Coupe Webb Ellis juste après la finale de 2011.

| Édition               | Rang               | Résultats Nouvelle-Zélande | Résultats R. McCaw | Matchs R. McCaw |
| --------------------- | ------------------ | -------------------------- | ------------------ | --------------- |
| Australie 2003        | Troisième          | 6 v, 0 n, 1 d              | 6 v, 0 n, 1 d      | 7/7             |
| France 2007           | Quart de finaliste | 4 v, 0 n, 1 d              | 3 v, 0 n, 1 d      | 4/5             |
| Nouvelle-Zélande 2011 | Vainqueur          | 7 v, 0 n, 0 d              | 5 v, 0 n, 0 d      | 5/7             |
| Angleterre 2015       | Vainqueur          | 7 v, 0 n, 0 d              | 6 v, 0 n, 0 d      | 6/7             |

#### Tri-nations/Rugby Championship
| Édition                 | Rang | Résultats Nouvelle-Zélande | Résultats R. McCaw | Matchs R. McCaw |
| ----------------------- | ---- | -------------------------- | ------------------ | --------------- |
| Tri-nations 2002        | 1    | 3 v, 0 n, 1 d              | 3 v, 0 n, 1 d      | 4/4             |
| Tri-nations 2003        | 1    | 4 v, 0 n, 0 d              | 3 v, 0 n, 0 d      | 3/4             |
| Tri-nations 2005        | 1    | 3 v, 0 n, 1 d              | 3 v, 0 n, 1 d      | 4/4             |
| Tri-nations 2006        | 1    | 5 v, 0 n, 1 d              | 5 v, 0 n, 1 d      | 6/6             |
| Tri-nations 2007        | 1    | 3 v, 0 n, 1 d              | 3 v, 0 n, 1 d      | 4/4             |
| Tri-nations 2008        | 1    | 4 v, 0 n, 2 d              | 3 v, 0 n, 0 d      | 3/6             |
| Tri-nations 2009        | 2    | 3 v, 0 n, 3 d              | 3 v, 0 n, 3 d      | 6/6             |
| Tri-nations 2010        | 1    | 6 v, 0 n, 0 d              | 6 v, 0 n, 0 d      | 6/6             |
| Tri-nations 2011        | 2    | 2 v, 0 n, 2 d              | 2 v, 0 n, 1 d      | 3/4             |
| Rugby Championship 2012 | 1    | 6 v, 0 n, 0 d              | 6 v, 0 n, 0 d      | 6/6             |
| Rugby Championship 2013 | 1    | 6 v, 0 n, 0 d              | 4 v, 0 n, 0 d      | 4/6             |
| Rugby Championship 2014 | 1    | 4 v, 1 n, 1 d              | 4 v, 1 n, 1 d      | 6/6             |
| Rugby Championship 2015 | 2    | 2 v, 1 d                   | 1 v, 1 d           | 3/3             |

## Statistiques

### En province et franchise
| Canterbury | Crusaders |

Depuis son premier match en 2000, Richie McCaw a disputé 34 matchs avec la province de Canterbury jusqu'en 2009. Avec la franchise régionale des Crusaders, où il débute en 2001 à l'âge de 20 ans, il a disputé également 145 matchs en Super Rugby jusqu'en 2015, au cours desquels il a marqué 27 essais, soit un total de 135 points. 

### En équipe nationale
| Maillot des All Blacks. |

De 2002 à 2015, Richie McCaw a disputé 148 matchs avec l'équipe de Nouvelle-Zélande au cours desquels il a marqué 27 essais (135 points). Il a participé notamment à treize Tri-nations/Rugby Championship (2002, 2003, 2005, 2006, 2007, 2008, 2009, 2010, 2011, 2012, 2013, 2014 et 2015) et à quatre Coupes du monde (2003, 2007, 2011 et 2015) pour un total de 22 rencontres disputées,,. Il a été capitaine de l'équipe nationale à 110 reprises depuis 2004. Il devient même le capitaine d'une équipe nationale avec le plus grand nombre de victoires à son actif en juillet 2010 avec alors 58 victoires pour huit défaites. Le 15 août 2015, à la suite du match remporté 41 à 13 face aux Wallabies, il devient le joueur de rugby le plus capé en sélection nationale avec 142 capes. Il dépasse ainsi Brian O'Driscoll qui totalisait 141 sélections avec les Lions britanniques et l'équipe d'Irlande.

## Style, revenus et activités en dehors du rugby

### Style et récompenses personnelles
Richie McCaw joue le plus souvent au poste de troisième ligne aile côté ouvert, bien qu'il soit capable d'évoluer aux postes de troisième ligne aile côté fermé ou de numéro 8 pour la franchise des Crusaders. Le troisième ligne aile côté ouvert (openside flanker) évolue sur le côté de la troisième ligne le plus éloigné de la ligne de touche et il a l'habitude d'être un des premiers à atteindre le regroupement, la mêlée ouverte. En défense McCaw tente d'œuvrer avec les lignes arrières pour plaquer de manière agressive et favoriser la perte de balle de l'adversaire, alors qu'en attaque la priorité est de sécuriser la possession de balle pour l'équipe. Selon Graham Henry, « il est le meilleur numéro 7 du monde et il doit rester à cette place ». C'est un avis assez partagé,. Le troisième ligne aile côté ouvert australien David Pocock admire la manière dont il lit le jeu et sa capacité à comprendre la marge de manœuvre que laisse l'arbitre. Pour les quotidiens britanniques, il est le meilleur troisième ligne aile du monde en activité, et son influence sur le rendement des All Blacks est aussi déterminante que celle du légendaire Michael Jones. Il se distingue particulièrement par son endurance lui permettant de « coller » au ballon où qu'il soit sur le terrain, et donc d'être un soutien constant pour ses coéquipiers. Rapide, puissant, infatigable, il est aussi exceptionnel pour récupérer les ballons lors des mêlées ouvertes, bien que ses adversaires estiment qu'il soit souvent au-delà de la loi. Selon Sébastien Chabal, « l'ennui, c'est que McCaw est toujours à la limite de la faute. Et quand j'écris « à la limite », c'est une manière de dire qu'il la franchit plus souvent qu'il ne flirte avec… Sur dix actions auxquelles il participe, j'estime qu'il mérite d'être pénalisé à cinq ou six reprises »,. L'entraîneur des Sud-Africains Peter de Villiers reproche à McCaw « ses tricheries » et le deuxième ligne sud-africain Victor Matfield pense que les arbitres ne le pénalisent pas suffisamment lors de ses interventions dans les mêlées ouvertes.
En 2009, McCaw est élu meilleur joueur du monde par l'IRB, performance renouvelée en 2010 à la suite du Grand Chelem des All Blacks lors de la tournée d'automne 2010. Il est désigné onzième sportif de l'année 2010 par la rédaction d'Eurosport, tout proche de Lionel Messi (football) et devant Kobe Bryant (basket-ball). Fidèle aux All Blacks, performant et gardien d'une éthique, il gagne le respect d'un ancien joueur comme Sean Fitzpatrick. Lors du match France-Nouvelle Zélande du 9 novembre 2013, il devient recordman du monde du nombre de capitanats pour une équipe nationale avec un total de 85.

### Médiatisation

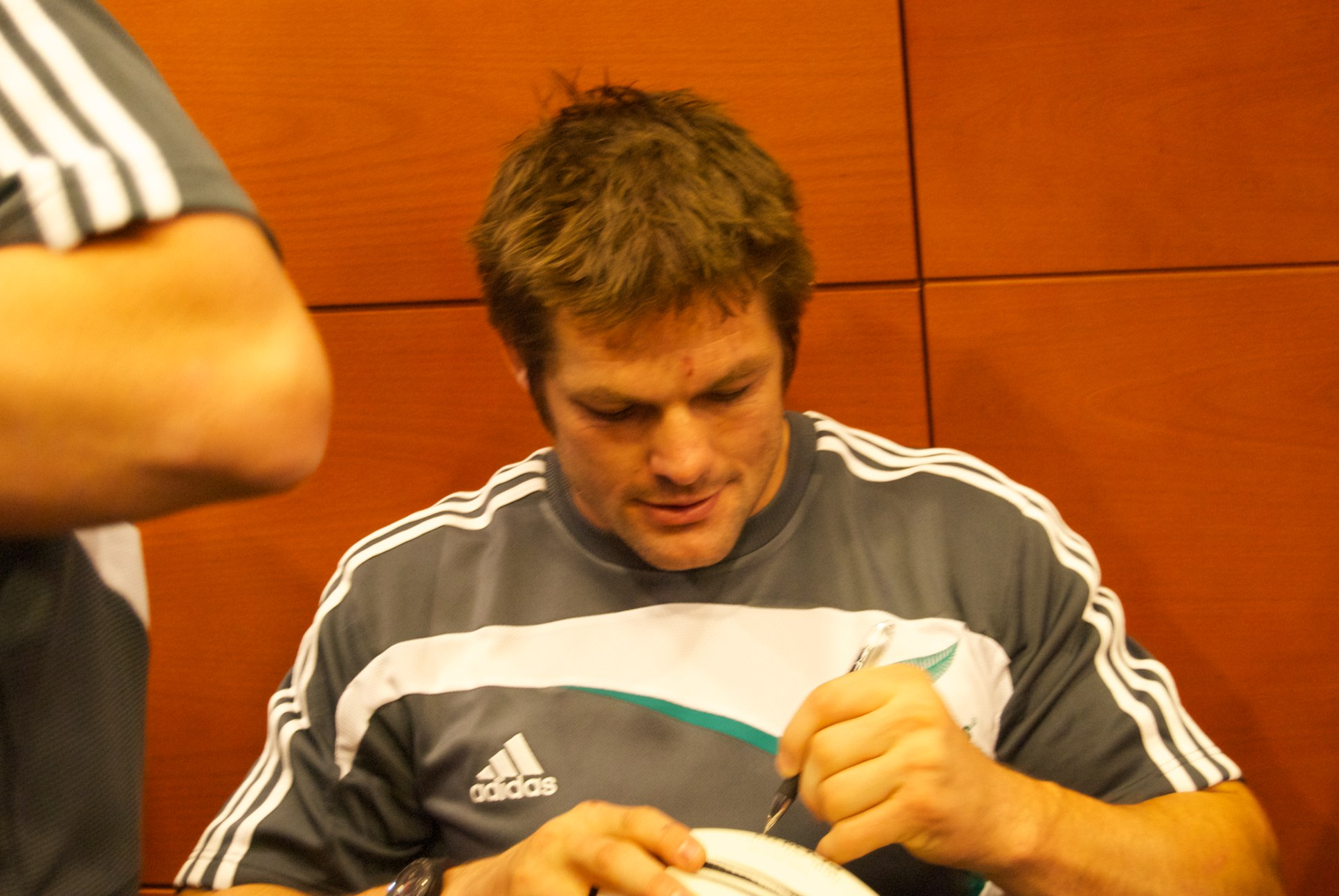
Richie McCaw en séance de dédicace en décembre 2010.

La professionnalisation du rugby à XV commence en 1995 avec Jonah Lomu comme fer de lance. Elle se poursuit et s'accentue dans les années 2000. Les sportifs voient alors leur statut évoluer et le monde du rugby à XV bascule vers une marchandisation de ce sport de plus en plus importante. Adidas est lié aux All Blacks. À l'occasion de la Coupe du monde de rugby à XV 2007, l'équipementier affiche deux des joueurs à la fougère les plus connus, Daniel Carter et Richie McCaw, dans le quartier de La Défense. Une opération promotionnelle est également menée avec la rencontre entre l'entraîneur des All Blacks accompagné de joueurs néo-zélandais, dont McCaw, et l'entraîneur et des membres de l'équipe de France de handball masculin. Le joueur est également sollicité par les médias ou positionné en tête d'affiche. Fin 2010, Daniel Carter et Richie McCaw ont les deux contrats les plus rémunérateurs auprès de la fédération néo-zélandaise pour une valeur de 750 000 dollars néo-zélandais,. Côté marketing, il est intéressant, « intelligent, net et beau, avec un look rugbystique ». Sa vie privée est largement commentée par les médias de son pays, son aventure avec Hayley Holt, une star de téléréalité en Nouvelle-Zélande, a été suivie par les médias. Il a également eu une relation avec la journaliste néo-zélandaise Nicola Grigg. 
Cette relation n'est plus d'actualité.
Richie McCaw a également été convié au mariage du prince William mais il a décliné l'invitation pour mieux se soigner et préparer la Coupe du monde. McCaw a rencontré le prince lors de la visite de la reine Élisabeth II en 2010 en Nouvelle-Zélande.